# Перишин, Иво
Иво Перишин (сербохорв. Ivo Perisin, 4 июня 1925, Каштел Камбеловац, близ Сплита, королевство сербов, хорватов и словенцев — 30 октября 2008, Загреб, Хорватия) — югославский хорватский государственный деятель, председатель Президиума Сабора (1974), председатель Сабора Социалистической Республики Хорватии (1974—1978).

## Биография
Член Коммунистической партии Югославии с 1941 года. Участник национально-освободительного движения.
В 1949 году окончил экономический факультет экономики Белградского университета, в 1959 году получил степень кандидата экономических наук. С 1956 года преподавал на экономическом факультете Загребского университета.
- 1965—1967 гг. — мэр Сплита,
- 1967—1969 гг. — член Исполнительного веча Социалистической Республики Хорватия,
- 1969—1972 гг. — председатель Национального банка Югославии,
- 1971—1974 гг. — председатель Союзного Исполнительного Вече,
- 1974 г. — председатель Президиума,
- 1974—1978 гг. — председатель Сабора Социаллистической Республики Хорватии,
- 1978—1986 гг. — председатель союзного совета по экономическому развитию и экономической политике СФРЮ.

## Личные работы
- «Новац и привредни развој», 1961.
- «Монетарно-кредитна политика», 1964.
- «Прилози реформи монетарног сустава», 1979.
- «Горопадна инфлација», 1985.
- «Свјетски финанцијски вртлог», 1988.
- «Финанцијски механизам и хрватска збиља», 2000.